# Karl Wendt (Schuldirektor)
Karl Wilhelm Ludwig Wendt, auch Carl Wendt (* 24. April 1869 in Grünow; † 10. Dezember 1942 in Neubrandenburg) war ein deutscher Theologe, Volksschullehrer, Schulleiter und Heimatforscher. Er entwickelte sich in der ersten Hälfte des 20. Jahrhunderts zur vielleicht wichtigsten Persönlichkeit mecklenburgischer Heimatpflege in Neubrandenburg.

## Leben
Karl Wendt wurde im südostmecklenburgischen Dorf Grünow geboren als Sohn des namensgleichen evangelischen Theologen und Pastors Carl Wendt (1837–1911) und dessen Frau Friederike Raeth (1849–1909), einer Kaufmannstochter aus Neustrelitz. Ab 1890 wechselte der Vater als Erster Pastor an die Marienkirche Neubrandenburg.
Wendt besuchte das Gymnasium in Neubrandenburg, bestand Ostern 1887 das Abitur und studierte danach ab 1887 Theologie in Erlangen, Leipzig und Greifswald. Nach einer Zeit als Hauslehrer folgte 1894 das zweite theologische Examen.
Wendt war zutiefst im Bildungsbürgertum der Vorderstadt Neubrandenburg verwurzelt, in der schon sein namensgleicher Großvater, Carl Wendt (* 1808) als Schlosser-Amtsmeister und (seit 1836) Bürger gewirkt hatte. Ab 1895 war Wendt Vorsitzender des Neubrandenburger Bildungsvereins und Fremdenführer im Verkehrsverein. Daneben war er Mitarbeiter des unter der Leitung von Ludwig (I.) Brückner stehenden Museums im Treptower Tor. Im selben Jahr wurde er zum Rektor der Städtischen Bürgerschule Neubrandenburg berufen. Die Funktion des Rektors, später Direktors, hatte er bis 1934 inne. 1904 wurde er mit seiner Dissertation Pierre Charron als Pädagoge unter besonderer Berücksichtigung seines Verhältnisses zu Michael de Montaigne an der philosophischen Fakultät der Universität Rostock bei Franz Bruno Erhardt zum Dr. phil. promoviert. 1911 erfolgte die Ernennung zum Großherzoglich mecklenburg-strelitzschen Rat. Wendt war einer der Initiatoren für den Bau eines Lyzeums in Neubrandenburg.
Karl Wendt war neben seiner beruflichen Tätigkeit intensiv als Heimatforscher und als Fritz-Reuter-Forscher tätig. Er war Mitglied des Heimatbundes Mecklenburg. Als Verfasser von Mecklenburgica schrieb er mehrere Bücher zur Regionalgeschichte und zahlreiche Artikel für die Zeitschrift des Heimatbundes Mecklenburg, die Mecklenburgische Monatshefte oder Unser Pommerland. Seine 1922 veröffentlichte Aufsatzsammlung „Geschichte der Vorderstadt Neubrandenburg in Einzeldarstellungen“ ist bis heute die letzte umfassende Darstellung zur Geschichte der Stadt und wurde bereits mehrfach nachgedruckt.
Karl Wendt war seit 1895 verheiratet mit  Margarethe Caroline Wilhelmine Franziska, geb. Reinhold (* 1869), einer Kaufmannstochter aus Neubrandenburg. Bekannt sind drei Söhne, darunter ein ebenfalls gleichnamiger Sohn, Carl (1896–1957), der nach Studium in Berlin und Rostock Dr. med. dent. wurde.
Wendt starb im 74. Lebensjahr. Seine Grabstelle befand sich auf dem Neubrandenburger Alten Friedhof. Sein imposanter Grabstein ging erst in den 1980er Jahren bei der Auflassung und Bebauung des Friedhofs verloren.
Seit 2017 trägt eine Karl-Wendt-Straße in Neubrandenburg seinen Namen.

## Schriften (Auswahl)
- Pierre Charron als Pädagoge unter besonderer Berücksichtigung seines Verhältnisses zu Michael de Montaigne. (Diss., 1903)[5]
- Geschichte der Vorderstadt Neubrandenburg in Einzeldarstellungen. Moerke, Neubrandenburg 1922
[Reprints: Göttingen 1984; Steffen, Friedland 2013]
- Geschichte der Neubrandenburger Schützen-Zunft. Meckl.-Strelitzer Verl.-Ges., Neubrandenburg 1926.
- Die Tore von Neubrandenburg. (1906) und
- Wie Neubrandenburg gegründet wurde. (1926) In: Mecklenburg. Zeitschrift des Heimatbundes Mecklenburg
- Neubrandenburg in alter und neuer Zeit. (1925) und
- Von der Dynastie Bendschneider. (1928) In: Mecklenburgische Monatshefte
- Mecklenburg ein Land – ein Volk. In: Mecklenburgische Schulzeitung. (1933)
- Die Reuterstadt Neubrandenburg und ihre Reutersammlung. In: Unser Pommerland (1935)